# Дискография Got7
Дискография южнокорейского бой-бенда GOT7 включает в себя три студийных альбома, одиннадцать мини-альбомов, двадцать синглов и два бокс-сета. Got7 сформированны JYP Entertainment в 2013 году и дебютировали в январе 2014 года с мини-альбомом Got It?, который сразу занял второе место в чарте Gaon Albums. Первый сингл «Girls Girls Girls» достиг 21-го места в чарте синглов Gaon. В октябре 2014 года Got7 дебютировали в Японии со своим первым японским альбомом «Around The World», который достиг третьего места в чартах синглов Oricon. Через месяц Got7 вернулись в Корею и выпустили свой первый полноформатный альбом Identify.

## Студийные альбомы
| Название                   | Детали альбома                                                                                       | Позиции в чартах | Позиции в чартах | Позиции в чартах | Позиции в чартах | Позиции в чартах | Позиции в чартах | Позиции в чартах | Позиции в чартах | Продажи                                 | Certifications  |
| Название                   | Детали альбома                                                                                       | KOR              | BEL              | FRA              | JPN              | JPN Hot          | NZ Heat          | US Heat          | US World         | Продажи                                 | Certifications  |
| -------------------------- | --- | ---------------- | ---------------- | ---------------- | ---------------- | ---------------- | ---------------- | ---------------- | ---------------- | --------------------------------------- | --------------- |
| Identify                   | - Релиз: 18 ноября, 2014 (KOR) - Лейбл: JYP Entertainment - Формат: CD, цифровое скачивание          | 1                | —                | —                | 47               | —                | —                | —                | 6                | - KOR: 94,631 - JPN: 6,482              |                 |
| Moriagatteyo               | - Релиз: 3 февраля 2016 года (JPN) - Лейбл: Epic, Sony Music Japan - Формат: CD, цифровое скачивание | —                | —                | —                | 3                | 3                | —                | —                | —                | - JPN: 30,457                           |                 |
| Flight Log: Turbulence     | - Релиз: 27 сентября 2016 года (KOR) - Лейбл: JYP Entertainment - Формат: CD, цифровое скачивание    | 1                | 178              | 136              | 23               | —                | 6                | 7                | 1                | - KOR: 246,440 - JPN: 7,497 - US: 2,000 |                 |
| Present: You               | - Релиз: 17 сентября 2018 года (KOR) - Лейбл: JYP Entertainment - Формат: CD, цифровое скачивание    | 1                | 175              | —                | 12               | —                | —                | 7                | 3                | - KOR: 333,072 - JPN: 15,246            | - KMCA: Платина |
| Breath of Love: Last Piece | - Релиз: 30 ноября 2020 года (KOR) - Лейбл: JYP Entertainment - Формат: CD, цифровое скачивание      | 3                | —                | —                | —                | —                | —                | 4                | 7                | - KOR: 280,188                          |                 |

### Переиздание
| Название                               | Детали                                                                                           | Пиковые позиции | Пиковые позиции | Пиковые позиции | Продажи        |
| Название                               | Детали                                                                                           | KOR             | JPN             | US World        | Продажи        |
| -------------------------------------- | ------------------------------------------------------------------------------------------------ | --------------- | --------------- | --------------- | -------------- |
| Mad Winter Edition                     | - Релиз: 23 ноября 2015 года (KOR) - Лейбл: JYP Entertainment - Формат: CD, цифровое скачивание  | 2               | —               | 12              | - KOR: 27,386  |
| Present: You & Me                      | - Релиз: 3 декабря 2018 года (KOR) - Лэйбл: JYP Entertainment - Формат: CD, цифровое скачивание  | 1               | —               | —               | - KOR: 191,385 |
| Love Loop ~Sing for U Special Edition~ | - Релиз: 18 декабря 2019 года (JPN) - Лейбл: JYP Entertainment - Формат: CD, цифровое скачивание | —               | —               | —               |                |

### Бокс-сеты
| Название                        | Детали                                                                                                 | Высшая позиция | Высшая позиция | Продажи     | Сертификация   |
| Название                        | Детали                                                                                                 | TW             | TH             | Продажи     | Сертификация   |
| ------------------------------- | --- | -------------- | -------------- | ----------- | -------------- |
| Got Love Taiwan Special Edition | - Релиз: 18 июля 2014 года (TW) - Лейбл: Universal Music Taiwan - Формат: CD, DVD, цифровое скачивание | 7              | —              |             |                |
| Got7 Thailand Special Set       | - Релиз: 25 сентября 2014 года (TH) - Лейбл: Sony Music Thailand - Формат: CD                          | —              | 1              | - TH: 5,900 | - TECA: Золото |

## Мини-альбомы
| Название                                                                     | Детали альбома                                                                                    | Позиции в чартах | Позиции в чартах | Позиции в чартах | Позиции в чартах | Позиции в чартах | Позиции в чартах | Позиции в чартах | Позиции в чартах | Продажи                                 | Сертификация    |
| Название                                                                     | Детали альбома                                                                                    | KOR              | AUS              | BEL              | JPN              | JPN Hot          | NZ Heat          | US Heat          | US World         | Продажи                                 | Сертификация    |
| ---------------------------------------------------------------------------- | ------------------------------------------------------------------------------------------------- | ---------------- | ---------------- | ---------------- | ---------------- | ---------------- | ---------------- | ---------------- | ---------------- | --------------------------------------- | --------------- |
| Got It?                                                                      | - Релиз: 20 января 2014 года (KOR) - Лейбл: JYP Entertainment - Формат: CD, digital download      | 2                | —                | —                | 71               | —                | —                | —                | 1                | - KOR: 61,488 - JPN: 6,728              |                 |
| Got Love                                                                     | - Релиз: 23 июня 2014 года (KOR) - Лейбл: JYP Entertainment - Формат: CD, digital download        | 1                | —                | —                | 72               | —                | —                | —                | 6                | - KOR: 68,018 - JPN: 6,120              |                 |
| Just Right                                                                   | - Релиз: 13 июля 2015 года (KOR) - Лейбл: JYP Entertainment - Формат: CD, digital download        | 3                | —                | —                | 32               | —                | —                | —                | —                | - KOR: 108,327 - JPN: 4,347             |                 |
| Mad                                                                          | - Релиз: 30 сентября 2015 года (KOR) - Лейбл: JYP Entertainment - Формат: CD, digital download    | 1                | —                | —                | 39               | —                | —                | 15               | 1                | - KOR: 135,132 - JPN: 7,412             |                 |
| Flight Log: Departure                                                        | - Релиз: 21 марта 2016 года (KOR) - Лейбл: JYP Entertainment - Формат: CD, digital download       | 1                | —                | —                | 21               | —                | —                | 2                | 2                | - KOR: 185,678 - JPN: 7,497 - US: 3,000 |                 |
| Hey Yah                                                                      | - Релиз: 6 ноября 2016 года (JPN) - Лейбл: Epic, Sony Music Japan - Формат: CD, digital download  | —                | —                | —                | 3                | 2                | —                | —                | —                | - JPN: 42,602                           |                 |
| Flight Log: Arrival                                                          | - Релиз: 13 марта 2017 года (KOR) - Лейбл: JYP Entertainment - Формат: CD, digital download       | 1                | 92               | 182              | 9                | —                | 8                | 3                | 1                | - KOR: 336,171 - JPN: 7,995             |                 |
| 7 for 7                                                                      | - Релиз: 10 октября 2017 года (KOR) - Репак (7 for 7: Present Edition): 7 декабря 2017 года       | 1                | —                | 194              | 20               | —                | 8                | 6                | 2                | - KOR: 384,816 - JPN: 10,047            |                 |
| Turn Up                                                                      | - Релиз: 15 ноября 2017 года (JPN) - Лейбл: Epic, Sony Music Japan - Формат: CD, digital download | —                | —                | —                | 3                | 4                | —                | —                | —                | - JPN: 55,505                           |                 |
| Eyes on You                                                                  | - Релиз: 12 марта 2018 года (KOR) - Лейбл: JYP Entertainment - Формат: CD, digital download       | 1                | —                | —                | 13               | 80               | 4                | 2                | 2                | - KOR: 338,644 - JPN: 9,127             | - KMCA: Платина |
| I Won’t Let You Go                                                           | - Релиз: 30 января 2019 года (JPN) - Лейбл: Epic, Sony Music Japan - Формат: CD, digital download | —                | —                | —                | 1                | 1                | н/д              | —                | 12               | - JPN: 61,040                           |                 |
| Spinning Top                                                                 | - Релиз: 20 мая 2019 года (KOR) - Лейбл: JYP Entertainment - Формат: CD, digital download         | 1                | —                | —                | 13               | —                | н/д              | 9                | 5                | - KOR: 314,948 - JPN: 3,448 - US: 1,000 | - KMCA: Платина |
| Love Loop                                                                    | - Релиз: 31 июля 2019 года (JPN) - Лэйбл: Epic, Sony Music Japan - Формат: CD, digital download   | —                | —                | —                | 2                | —                | н/д              | —                | 15               | - JPN: 49,753                           |                 |
| Call My Name                                                                 | - Релиз: 4 ноября 2019 года (KOR - Лэйбл: JYP Entrtainment - Форммат: CD, digital download        | 1                | —                | —                | 16               | —                | н/д              | 8                | 5                | - KOR: 299,281 - JPN: 5,031 - US: 1,000 | - KMCA: Платина |
| Dye                                                                          | - Релиз: 20 апреля 2020 года (KOR) - Лейбл: JYP Entertainment - Формат: CD, digital download      | 1                | —                | 192              | 20               | 72               | н/д              | 9                | 4                | - KOR: 385,487 - JPN: 3,144 - US: 3,000 | - KMCA: Платина |
| »—" denotes releases that did not chart or were not released in that region. |                                                                                                   |                  |                  |                  |                  |                  |                  |                  |                  |                                         |                 |

## Синглы
| Название | Год       | Позиции в чартах | Позиции в чартах | Позиции в чартах | Позиции в чартах | Позиции в чартах | Позиции в чартах | Продажи        | Альбом                     |
| Название | Год       | KOR              | KOR Hot.         | JPN              | JPN Hot.         | PHL              | US World         | Продажи        | Альбом                     |
| Корейские | Корейские | Корейские        | Корейские        | Корейские        | Корейские        | Корейские        | Корейские        | Корейские      | Корейские                  |
| --- | --------- | ---------------- | ---------------- | ---------------- | ---------------- | ---------------- | ---------------- | -------------- | -------------------------- |
| «Girls, Girls, Girls» | 2014      | 21               | 36               | —                | —                | *                | 8                | - KOR: 194,534 | Got It?                    |
| «A» | 2014      | 16               | 31               | —                | —                | *                | 5                | - KOR: 206,068 | Got Love                   |
| «Stop Stop It» | 2014      | 25               | *                | —                | —                | *                | 4                | - KOR: 138,480 | Identify                   |
| «Just Right» (딱 좋아) | 2015      | 20               | *                | —                | —                | *                | 3                | - KOR: 211,444 | Just Right                 |
| «If You Do» (니가 하면) | 2015      | 9                | *                | —                | —                | *                | —                | - KOR: 150,499 | Mad                        |
| «Fly» | 2016      | 9                | *                | —                | —                | *                | 2                | - KOR: 123,062 | Flight Log: Departure      |
| «Home Run» | 2016      | 62               | *                | —                | —                | *                | 3                | - KOR: 36,082  | Flight Log: Departure      |
| «Hard Carry» (하드캐리) | 2016      | 3                | *                | —                | —                | *                | 2                | - KOR: 132,299 | Flight Log: Turbulence     |
| «Never Ever» | 2017      | 5                | *                | —                | —                | *                | 3                | - KOR: 103,944 | Flight Log: Arrival        |
| «You Are» | 2017      | 12               | 10               | —                | —                | 82               | 4                | - KOR: 80,029  | 7 for 7                    |
| «One and Only You» (при участии Хёрин) | 2018      | 76               | 75               | —                | —                | *                | —                | н/д            | Eyes on You                |
| «Look» | 2018      | 15               | 3                | —                | 22               | *                | 3                | н/д            | Eyes on You                |
| «Lullaby» | 2018      | 19               | 1                | —                | 94               | *                | 2                | н/д            | Present: You               |
| «Miracle» | 2018      | —                | —                | —                | —                | *                | 4                | - CHN: 15,000  | Present: You & Me          |
| «Eclipse» | 2019      | 65               | 3                | —                | 84               | *                | 13               | - US: 1,000    | Spinning Top               |
| «You Calling My Name» | 2019      | 98               | 63               | –                | –                | *                | 3                | - US: 1,000    | Call My Name               |
| «Not By The Moon» | 2020      | 64               | 61               | —                | —                | *                | 5                | - US: 1,000    | Dye                        |
| «Breath» (넌 날 숨 쉬게 해) | 2020      | —                | —                | —                | —                | *                | 8                | н/д            | Breath of Love: Last Piece |
| «Last Piece» | 2020      | 75               | —                | —                | —                | *                | 10               | н/д            | Breath of Love: Last Piece |
| Японские |           |                  |                  |                  |                  |                  |                  |                |                            |
| «Around the World» | 2014      | —                | —                | 3                | 4                | *                | —                | - JPN: 43,426  | Moriagatteyo               |
| «Love Train» | 2015      | —                | —                | 4                | 2                | *                | —                | - JPN: 37,399  | Moriagatteyo               |
| «Laugh Laugh Laugh» | 2015      | —                | —                | 2                | 3                | *                | —                | - JPN: 37,038  | Moriagatteyo               |
| «My Swagger» | 2017      | —                | —                | 3                | 1                | *                | —                | - JPN: 61,305  | Non-album single           |
| «THE New Era» | 2018      | —                | —                | 2                | 1                | *                | —                | - JPN: 56,257  | Non-album single           |
| «Sing For U» | 2019      | —                | —                | —                | —                | *                | —                | н/д            | Non-album single           |
| «—» обозначает релизы, которые не попали в чарты или не были выпущены в этом регионе. Note: Billboard Philippine Hot 100 впервые был выпущен 12 июня 2017 года.7. Kpop Hot 100 был прекращен с 16 июля 2014 года. По выпуску от 29 мая - 4 июня 2017 года чарт был восстановлен. |           |                  |                  |                  |                  |                  |                  |                |                            |

## Другие синглы попавшие в чарт
| Название                                                                     | Год  | Позиции в чартах | Позиции в чартах | Продажи       | Альбом                 |
| Название                                                                     | Год  | KOR              | CHN              | Продажи       | Альбом                 |
| ---------------------------------------------------------------------------- | ---- | ---------------- | ---------------- | ------------- | ---------------------- |
| «I Like You» (난 니가 좋아)                                                  | 2014 | 152              | N/A              | - KOR: 10,309 | Got It?                |
| «Follow Me» (따라와)                                                         | 2014 | 165              | N/A              | - KOR: 9,891  | Got It?                |
| «Playground»                                                                 | 2014 | 204              | N/A              | - KOR: 7,732  | Got It?                |
| «Hello» (여보세요)                                                           | 2014 | 226              | N/A              | - KOR: 7,195  | Got It?                |
| «Like Oh»                                                                    | 2014 | 241              | N/A              | - KOR: 6,845  | Got It?                |
| «Forever Young»                                                              | 2014 | 172              | N/A              | - KOR: 9,259  | Got Love               |
| «Good Tonight»                                                               | 2014 | 211              | N/A              | - KOR: 7,811  | Got Love               |
| «U Got Me»                                                                   | 2014 | 236              | N/A              | - KOR: 7,310  | Got Love               |
| «Bad Behavior» (나쁜 짓)                                                     | 2014 | 244              | N/A              | - KOR: 7,167  | Got Love               |
| «A» (collapsedone remix)                                                     | 2014 | 348              | N/A              | - KOR: 4,336  | Got Love               |
| «Gimme»                                                                      | 2014 | 167              | N/A              | - KOR: 8,800  | Identify               |
| «Take My Hand» (손이 가)                                                     | 2014 | 206              | N/A              | - KOR: 8,427  | Identify               |
| «Magnetic» (너란 Girl)                                                       | 2014 | 221              | N/A              | - KOR: 7,985  | Identify               |
| «Moonlight» (달빚)                                                           | 2014 | 222              | N/A              | - KOR: 7,884  | Identify               |
| «She’s A Monster»                                                            | 2014 | 227              | N/A              | - KOR: 7,680  | Identify               |
| «Stay» (그대로 있어도 돼)                                                    | 2014 | 244              | N/A              | - KOR: 7,365  | Identify               |
| «Just Tonight» (그냥 오늘 밤)                                                | 2014 | 247              | N/A              | - KOR: 7,066  | Identify               |
| «Turn Up the Volume» (볼륨을 올려줘)                                         | 2014 | 247              | N/A              | - KOR: 6,379  | Identify               |
| «My Whole Body is Reacting» (온몸이 반응해)                                  | 2015 | 164              | N/A              | - KOR: 14,975 | Just Right             |
| «Before the Full Moon Rises» (보름달이 뜨기 전에)                            | 2015 | 179              | N/A              | - KOR: 13,521 | Just Right             |
| «Back To Me»                                                                 | 2015 | 210              | N/A              | - KOR: 10,596 | Just Right             |
| «Nice»                                                                       | 2015 | 226              | N/A              | - KOR: 9,594  | Just Right             |
| «Mine»                                                                       | 2015 | 254              | N/A              | - KOR: 8,937  | Just Right             |
| «Eyes On You» (눈이가요)                                                     | 2015 | 205              | N/A              | - KOR: 9,013  | Mad                    |
| «Put Your Hands Up» (손들어)                                                 | 2015 | 201              | N/A              | - KOR: 8,839  | Mad                    |
| «Good»                                                                       | 2015 | 212              | N/A              | - KOR: 8,813  | Mad                    |
| «Feels Good» (느낌이 좋아)                                                   | 2015 | 211              | N/A              | - KOR: 8,762  | Mad                    |
| «Tic Tic Tok»                                                                | 2015 | 250              | N/A              | - KOR: 7,916  | Mad                    |
| «Confession Song» (고백송)                                                   | 2015 | 34               | N/A              | - KOR: 43,931 | Mad Winter Edition     |
| «Everyday» (매일)                                                            | 2015 | 297              | N/A              | - KOR: 4,936  | Mad Winter Edition     |
| «To Star» (이.별)                                                            | 2015 | 297              | N/A              | - KOR: 4,116  | Mad Winter Edition     |
| «Can’t» (못하겠어)                                                           | 2016 | 172              | N/A              | - KOR: 12,400 | Flight Log: Departure  |
| «See The Light» (빛이나)                                                     | 2016 | 207              | N/A              | - KOR: 8,902  | Flight Log: Departure  |
| «Something Good»                                                             | 2016 | 221              | N/A              | - KOR: 8,147  | Flight Log: Departure  |
| «Beggin On My Knees»                                                         | 2016 | 260              | N/A              | - KOR: 7,002  | Flight Log: Departure  |
| «Fish»                                                                       | 2016 | 270              | N/A              | - KOR: 6,619  | Flight Log: Departure  |
| «Rewind»                                                                     | 2016 | 280              | N/A              | - KOR: 6,197  | Flight Log: Departure  |
| «Skyway»                                                                     | 2016 | 230              | N/A              | - KOR: 5,539  | Flight Log: Turbulence |
| «Boom x3»                                                                    | 2016 | 231              | N/A              | - KOR: 5,518  | Flight Log: Turbulence |
| «Prove It»                                                                   | 2016 | 223              | N/A              | - KOR: 5,675  | Flight Log: Turbulence |
| «No Jam» (노잼)                                                              | 2016 | 245              | N/A              | - KOR: 5,254  | Flight Log: Turbulence |
| «HEY»                                                                        | 2016 | 204              | N/A              | - KOR: 6,050  | Flight Log: Turbulence |
| «Mayday»                                                                     | 2016 | 246              | N/A              | - KOR: 5,229  | Flight Log: Turbulence |
| «My Home»                                                                    | 2016 | 255              | N/A              | - KOR: 5,086  | Flight Log: Turbulence |
| «Who’s That»                                                                 | 2016 | 236              | N/A              | - KOR: 5,456  | Flight Log: Turbulence |
| «If» (만약에)                                                                | 2016 | 217              | N/A              | - KOR: 5,763  | Flight Log: Turbulence |
| «Sick» (아파)                                                                | 2016 | 242              | N/A              | - KOR: 5,345  | Flight Log: Turbulence |
| «Dreamin'» (니꿈꿔)                                                          | 2016 | 251              | N/A              | - KOR: 5,114  | Flight Log: Turbulence |
| «Let Me»                                                                     | 2016 | 189              | N/A              | - KOR: 6,304  | Flight Log: Turbulence |
| «I Love It»                                                                  | 2018 | —                | 31               | N/A           | Present: You & Me      |
| «WOLO»                                                                       | 2018 | —                | 26               | N/A           | Present: You & Me      |
| «Hunger»                                                                     | 2018 | —                | 44               | N/A           | Present: You & Me      |
| «Phoenix»                                                                    | 2018 | —                | 69               | N/A           | Present: You & Me      |
| «—» denotes releases that did not chart or were not released in that region. |      |                  |                  |               |                        |

### Комментарии
1. ↑  In April 2018, Gaon Chart introduced music recording certifications for albums, downloads and streamings.
2. ↑  In April 2018, Gaon Chart introduced music recording certifications for albums, downloads and streamings.
3. ↑  Spinning Top did not enter the ARIA Albums Chart, but peaked at number 32 on the ARIA Digital Album Chart.'"`UNIQ--ref-0000000A-QINU`"'
4. ↑  Korean-language singles are digital downloads while Japanese-language singles are physical units, except noted.
5. ↑  "Miracle" did not enter the Gaon Digital chart top 100, but peaked at no. 27 on Gaon Download chart.'"`UNIQ--ref-0000000D-QINU`"'

1. ↑  Gaon Album Chart (кор.). Gaon Music Chart. Дата обращения: 29 мая 2019. Архивировано 4 января 2017 года.
  - Identify (2014) (кор.). Gaon Music Chart (24 ноября 2014). Дата обращения: 29 мая 2019. Архивировано 17 февраля 2015 года.
  - Flight Log: Turbulence (2016) (кор.). Gaon Music Chart (1 октября 2016). Дата обращения: 29 мая 2019. Архивировано 18 октября 2016 года.
  - Present: You (2018) (кор.). Gaon Music Chart (22 сентября 2018). Дата обращения: 29 мая 2019. Архивировано 26 октября 2018 года.
2. ↑  Discografie Got7. Ultratop. Дата обращения: 21 сентября 2018. Архивировано 21 сентября 2018 года.
3. ↑  France Albums Chart. Retrieved October 7, 2016.
  - Flight Log: Turbulence (2016) (4 октября 2016).
4. ↑  Oricon Album Chart (яп.). Oricon Style. Oricon Inc.. Дата обращения: 30 июня 2018. Архивировано 21 июня 2019 года.
  - Identify (1 декабря 2014). Дата обращения: 29 мая 2019. Архивировано 27 июля 2019 года.
  - Flight Log: Turbulence (8 октября 2016). Дата обращения: 29 мая 2019. Архивировано 29 июня 2019 года.
  - Present: You (1 октября 2018). Дата обращения: 29 мая 2019. Архивировано 26 сентября 2018 года.
5. ↑  Japan Hot Albums (яп.). Billboard Japan. Дата обращения: 30 июня 2018. Архивировано 9 марта 2016 года.
  - Moriagatteyo (30 июня 2018). Дата обращения: 29 мая 2019. Архивировано 19 октября 2020 года.
6. ↑  New Zealand Heatseekers Albums Chart. Retrieved September 30, 2016.
  - Flight Log: Turbulence (2016) (1 октября 2016). Дата обращения: 29 мая 2019. Архивировано 3 октября 2016 года.
7. 1 2  Got7 Chart History: Heatseekers Albums. Billboard. Дата обращения: 21 марта 2018. Архивировано 3 июля 2019 года.
8. 1 2 3  Got7 Chart History: World Albums. Billboard. Дата обращения: 16 марта 2018. Архивировано 7 июля 2019 года.
9. ↑  Identify total album sales:
  - 2014 Yearly Album Chart (кор.). Gaon Music Chart. Дата обращения: 29 мая 2019. Архивировано 20 января 2021 года.
  - 2015 Yearly Album Chart (кор.). Gaon Music Chart. Дата обращения: 29 мая 2019. Архивировано 4 марта 2016 года.
  - September 2016 Album Chart (кор.). Gaon Music Chart. Дата обращения: 29 мая 2019. Архивировано 30 июня 2018 года.
10. 1 2 3 4 5 6 7  オリコンランキング情報サービス「you大樹」　－CD・ブルーレイ・DVD・書籍・コミック－ (яп.). Oricon Style. Oricon. Дата обращения: 30 июня 2017. Архивировано 9 апреля 2004 года. (требуется подписка)
11. ↑  Oricon Album Ranking Monthly (2016年02月度) (яп.). Oricon Style. Oricon Inc.. Дата обращения: 29 мая 2019. Архивировано 6 марта 2016 года.
12. ↑  Flight Log: Turbulence total album sales:
  - 2016 Yearly Album Chart (кор.). Gaon Music Chart. Дата обращения: 29 мая 2019. Архивировано 3 февраля 2015 года.
  - October 2017 Album Chart (кор.). Gaon Music Chart. Дата обращения: 29 мая 2019. Архивировано 16 ноября 2017 года.
  - August 2018 Album Chart (кор.). Gaon Music Chart. Дата обращения: 29 мая 2019. Архивировано 3 февраля 2015 года.
13. ↑  2016 Oricon Albums Chart - December Week 1 (кор.). theqoo. Дата обращения: 17 декабря 2016. Архивировано 6 января 2017 года.
14. ↑  GOT7's 'Flight Log: Turbulence' Ties the Record for Most No. 1s on World Albums Among K-Pop Acts (англ.). Billboard. Дата обращения: 29 мая 2019. Архивировано 19 августа 2020 года.
15. ↑  2018 Yearly Album Chartbillboard. Дата обращения: 29 мая 2019. Архивировано 11 января 2019 года.
16. ↑  
  - 週間　アルバムランキング 2018年09月17日～2018年09月23日. en:CD album weekly ranking from September 17, 2018 to September 23, 2018 (яп.). Oricon. Дата обращения: 27 сентября 2018. Архивировано из оригинала 26 сентября 2018 года.
  - 週間　アルバムランキング 2018年09月24日～2018年09月30日. en:CD album weekly ranking from September 24, 2018 to September 30, 2018 (яп.). Oricon. Дата обращения: 3 октября 2018. Архивировано из оригинала 3 октября 2018 года.
17. ↑  Gaon Certification - Albumbillboard. Дата обращения: 8 ноября 2018. Архивировано 7 апреля 2022 года.
18. ↑  2020년 11월 Album Chart (кор.). Gaon Music Chart. Дата обращения: 10 декабря 2020. Архивировано 10 декабря 2020 года.
19. ↑  Gaon Album Chart (кор.). Gaon Music Chart. Дата обращения: 29 мая 2019. Архивировано 4 января 2017 года.
  - Mad Winter Edition (2015) (November 22–28, 2015). Дата обращения: 15 ноября 2020. Архивировано 28 марта 2017 года.
  - Present: You & Me (2018) (December 2–8, 2018). Дата обращения: 3 августа 2019. Архивировано 3 февраля 2015 года.
20. ↑  GOT7のアルバム売上ランキング. en:GOT7 Album Sales Ranking (яп.). Oricon Style. Дата обращения: 14 ноября 2019. Архивировано 21 июня 2019 года.
21. ↑  Total sales for Mad Winter Edition:
  - 2015년 Album Chart. en:2015 Album Chart (кор.). Gaon Music Chart. Дата обращения: 14 ноября 2019. Архивировано 1 июля 2020 года.
  - 2016년 09월 Album Chart (page 3). en:September 2016 Album Chart (page 3) (кор.). Gaon Music Chart. Дата обращения: 14 ноября 2019. Архивировано из оригинала 16 августа 2016 года.
  - 2017년 03월 Album Chart. en:March 2017 Album Chart (кор.). Gaon Music Chart. Дата обращения: 14 ноября 2019. Архивировано 1 июля 2020 года.
22. ↑  Present: You & Me total album sales:
  - 2018 Yearly Album Chart (кор.). Gaon Music Chart. Дата обращения: 29 мая 2019. Архивировано 11 января 2019 года.
  - January 2019 Album Chart (кор.). Gaon Music Chart. Дата обращения: 29 мая 2019. Архивировано 23 мая 2020 года.
23. ↑  FIVE-MUSIC Korea-Japan Album Chart (кит.). FIVE-MUSIC. Дата обращения: 22 октября 2014. Архивировано 13 июля 2016 года.

To access, select the indicated week and year in the bottom-left corner:
  - GOT♡ Taiwan Special Edition (2014): "The 30th Week of 2014"
24. 1 2  GOT7 Reaches #1 on Music Chart in Thailand. Soompi. 5 октября 2014. Архивировано 31 июля 2017. Дата обращения: 8 октября 2014.
25. ↑  เกินคาด!!! แฟนๆ แห่ต้อนรับ 'GOT7' ล้นพารากอน. thairath.co.th. Дата обращения: 29 октября 2015. Архивировано 14 января 2021 года.
26. ↑  Gaon Album Chart (кор.). Gaon Music Chart. Дата обращения: 29 мая 2019. Архивировано 4 января 2017 года.
  - Got It? (2014) (28 января 2014). Дата обращения: 29 мая 2019. Архивировано 3 ноября 2020 года.
  - Got Love (2014) (30 июня 2014). Дата обращения: 29 мая 2019. Архивировано 17 февраля 2015 года.
  - Just Right (2015) (20 июля 2015). Дата обращения: 29 мая 2019. Архивировано 3 февраля 2015 года.
  - Mad (2015) (5 октября 2015). Дата обращения: 29 мая 2019. Архивировано 8 октября 2015 года.
  - Flight Log: Departure (2016) (26 марта 2016). Дата обращения: 29 мая 2019. Архивировано 10 апреля 2016 года.
  - Flight Log: Arrival (2017) (20 марта 2017). Дата обращения: 29 мая 2019. Архивировано 23 марта 2017 года.
  - 7 for 7 (2017) (28 октября 2017). Дата обращения: 29 мая 2019. Архивировано 2 ноября 2017 года.
  - Eyes on You (2018) (22 марта 2018). Дата обращения: 29 мая 2019. Архивировано 22 марта 2018 года.
27. ↑  ARIA Charts Watch #412. auspOp (18 марта 2017). Дата обращения: 18 марта 2017. Архивировано 14 июня 2018 года.
28. ↑  Belgiam Albums Chart. Retrieved March 18, 2017.
  - Flight Log: Arrival (2017). Дата обращения: 29 мая 2019. Архивировано 18 марта 2017 года.
29. ↑  Oricon Album Chart (яп.). Oricon Style. Oricon Inc.. Дата обращения: 30 июня 2018. Архивировано 21 июня 2019 года.
  - Just Right (22 июля 2015). Дата обращения: 29 мая 2019. Архивировано 10 июня 2019 года.
  - Mad (8 октября 2015). Дата обращения: 29 мая 2019. Архивировано 13 июня 2019 года.
  - Flight Log: Departure (29 марта 2016). Дата обращения: 29 мая 2019. Архивировано 12 июня 2019 года.
  - Flight Log: Arrival (21 марта 2017). Дата обращения: 29 мая 2019. Архивировано 10 июня 2019 года.
  - 7 for 7 (18 октября 2017). Дата обращения: 29 мая 2019. Архивировано 29 июня 2019 года.
  - Eyes on You (20 марта 2018). Дата обращения: 29 мая 2019. Архивировано 21 марта 2018 года.
  - I Won't Let You Go (11 февраля 2019). Дата обращения: 29 мая 2019. Архивировано 25 апреля 2019 года.
  - Spinning Top (3 июня 2019). Дата обращения: 29 мая 2019. Архивировано 29 мая 2019 года.
30. ↑  Japan Hot Albums (яп.). Billboard Japan. Дата обращения: 30 июня 2018. Архивировано 9 марта 2016 года.
  - Hey Yah (20 ноября 2016). Дата обращения: 29 мая 2019. Архивировано 30 июня 2018 года.
  - Turn Up (18 ноября 2018). Дата обращения: 29 мая 2019. Архивировано 30 июня 2018 года.
  - Eyes on You (27 марта 2018). Дата обращения: 29 мая 2019. Архивировано 21 марта 2018 года.
  - I Won't Let You Go (11 февраля 2019). Дата обращения: 29 мая 2019. Архивировано 7 февраля 2019 года.
31. ↑  Peaks on the New Zealand Heatseeker Albums chart:
  - Flight Log: Arrival: NZ Heatseeker Albums Chart. Recorded Music NZ (20 марта 2017). Дата обращения: 17 марта 2017. Архивировано 17 марта 2017 года.
  - 7 for 7: NZ Heatseeker Albums Chart. Recorded Music NZ (16 октября 2017). Дата обращения: 13 октября 2017. Архивировано 18 октября 2019 года.
  - Eyes on You: NZ Heatseeker Albums Chart. Recorded Music NZ (19 марта 2018). Дата обращения: 16 марта 2018. Архивировано 16 марта 2018 года.
32. ↑  Got It? total album sales:
  - 2014 Yearly Album Chart (кор.). Gaon Music Chart. Дата обращения: 29 мая 2019. Архивировано 9 сентября 2016 года.
  - 2015 Yearly Album Chart (кор.). Gaon Music Chart. Дата обращения: 29 мая 2019. Архивировано 15 августа 2016 года.
  - September 2016 Album Chart (кор.). Gaon Music Chart. Дата обращения: 29 мая 2019. Архивировано из оригинала 6 октября 2016 года.
33. ↑  Got Love total album sales:
  - 2014 Yearly Album Chart (кор.). Gaon Music Chart. Дата обращения: 29 мая 2019. Архивировано 9 сентября 2016 года.
  - 2015 Yearly Album Chart (кор.). Gaon Music Chart. Дата обращения: 29 мая 2019. Архивировано 15 августа 2016 года.
  - September 2016 Album Chart (кор.). Gaon Music Chart. Дата обращения: 29 мая 2019. Архивировано из оригинала 6 октября 2016 года.
34. ↑  Just Right total album sales:
  - 2015 Yearly Album Chart (кор.). Gaon Music Chart. Дата обращения: 29 мая 2019. Архивировано 30 июня 2018 года.
  - December 2016 Album Chart (кор.). Gaon Music Chart. Дата обращения: 29 мая 2019. Архивировано 18 октября 2020 года.
  - October 2017 Album Chart (кор.). Gaon Music Chart. Дата обращения: 29 мая 2019. Архивировано 16 ноября 2017 года.
  - February 2018 Album Chart (кор.). Gaon Music Chart. Дата обращения: 29 мая 2019. Архивировано 3 февраля 2015 года.
35. ↑  Mad total album sales (Original + Winter edition): 127,449+ 955 
  - 2015 Yearly Album Chart (кор.). Gaon Music Chart. Дата обращения: 29 мая 2019. Архивировано 30 июня 2018 года.
  - December 2016 Album Chart (кор.). Gaon Music Chart. Дата обращения: 29 мая 2019. Архивировано 18 октября 2020 года.
  - September 2016 Album Chart (кор.). Gaon Music Chart. Дата обращения: 29 мая 2019. Архивировано 7 октября 2016 года.
  - March 2017 Album Chart (Winter edition) (кор.). Gaon Music Chart. Дата обращения: 29 мая 2019. Архивировано 3 февраля 2015 года.
  - July 2017 Album Chart (кор.). Gaon Music Chart. Дата обращения: 29 мая 2019. Архивировано 24 сентября 2018 года.
  - January 2019 Album Chart (кор.). Gaon Music Chart. Дата обращения: 29 мая 2019. Архивировано 23 мая 2020 года.
36. ↑  週間　CDアルバムランキング 2015年10月12日付. en:CD album weekly ranking - October 12, 2015, page 4 (яп.). Oricon. Дата обращения: 6 октября 2015. Архивировано 7 октября 2015 года.
37. ↑  Flight Log: Departure total album sales: 
  - 2016 Yearly Album Chart (кор.). Gaon Music Chart. Дата обращения: 29 мая 2019. Архивировано 3 февраля 2015 года.
  - December 2017 Album Chart (кор.). Gaon Music Chart. Дата обращения: 29 мая 2019. Архивировано 17 января 2018 года.
  - March 2018 Album Chart (кор.). Gaon Music Chart. Дата обращения: 29 мая 2019. Архивировано 3 февраля 2015 года.
  - January 2019 Album Chart (кор.). Gaon Music Chart. Дата обращения: 29 мая 2019. Архивировано 23 мая 2020 года.
38. ↑  오리콘 위클리 싱글/앨범/DVD/블루레이 차트 1~100위 March - Week 4 - 2016. Oricon. Дата обращения: 5 апреля 2016. Архивировано 5 августа 2016 года.
39. ↑  Reviewing GOT7's 'Flight Log' Journey: From 'Departure' to 'Turbulence' to 'Arrival'. Oricon. Дата обращения: 22 марта 2017. Архивировано 13 января 2021 года.
40. ↑  2016 Oricon Chart – November Week 3. Oricon. Дата обращения: 29 ноября 2016. Архивировано 29 ноября 2016 года.
41. ↑  Flight Log: Arrival total album sales: 
  - 2017 Yearly Album Chart (кор.). Gaon Music Chart. Дата обращения: 29 мая 2019. Архивировано 30 июня 2018 года.
  - March 2018 Album Chart (кор.). Gaon Music Chart. Дата обращения: 29 мая 2019. Архивировано 3 февраля 2015 года.
42. ↑  2017 Oricon Album Chart – March Week 4. Oricon. Дата обращения: 5 апреля 2017. Архивировано 30 июня 2018 года.
43. ↑  Hong, Dam-young. GOT7 to release repackaged version of '7 For 7' on Dec. 7. The Korea Herald. Herald Corporation. Архивировано 24 января 2019. Дата обращения: 28 декабря 2017.
44. ↑  7 for 7 total album sales: 
  - 2017 Yearly Album Chart (кор.). Gaon Music Chart. Дата обращения: 29 мая 2019. Архивировано 30 июня 2018 года.
  - March 2018 Album Chart (кор.). Gaon Music Chart. Дата обращения: 29 мая 2019. Архивировано 3 февраля 2015 года.
45. ↑  Sales of 7 for 7 in Japan:
  - 週間　CDアルバムランキング 2017年10月09日～2017年10月15日. en:CD album weekly ranking from October 9, 2017 to October 15, 2017 (яп.). Oricon. Дата обращения: 18 октября 2017. Архивировано 18 октября 2017 года.
  - 週間　CDアルバムランキング 2017年10月16日～2017年10月22日. en:CD album weekly ranking from October 16, 2017 to October 22, 2017 (яп.). Oricon. Дата обращения: 25 октября 2017. Архивировано 25 октября 2017 года.
46. ↑  週間　CDアルバムランキング 2017年11月13日～2017年11月19日. en:CD album weekly ranking from November 13, 2017 to November 19, 2017 (яп.). Oricon. Дата обращения: 22 ноября 2017. Архивировано 22 ноября 2017 года.
47. ↑  Eyes On You total album sales: 
  - 2018 Yearly Album Chart (кор.). Gaon Music Chart. Дата обращения: 29 мая 2019. Архивировано 11 января 2019 года.
  - January 2019 Album Chart (кор.). Gaon Music Chart. Дата обращения: 29 мая 2019. Архивировано 23 мая 2020 года.
48. ↑  Sales of Eyes on You in Japan:
  - 週間　CDアルバムランキング 2018年03月12日～2018年03月18日. en:CD album weekly ranking from March 12, 2018 to March 18, 2018 (яп.). Oricon. Дата обращения: 21 марта 2018. Архивировано из оригинала 21 марта 2018 года.
49. ↑  Gaon Certification - Album. Gaon Chart. Дата обращения: 9 мая 2018. Архивировано 7 апреля 2022 года.
50. ↑  
  - 月間　アルバムランキング 2019年01月度. en:CD album monthly ranking from January 2019 (яп.). Oricon. Дата обращения: 13 февраля 2019. Архивировано из оригинала 13 февраля 2019 года.
  - 週間　CDアルバムランキング 2019年02月04日～2019年02月10日. en:CD album weekly ranking from February 4 to February 10, 2019 (яп.). Oricon. Дата обращения: 13 февраля 2019. Архивировано из оригинала 13 февраля 2019 года.
  - 週間　CDアルバムランキング 2019年02月11日～2019年02月17日. en:CD album weekly ranking from February 11 to February 17, 2019 (яп.). Oricon. Дата обращения: 20 февраля 2019. Архивировано из оригинала 20 февраля 2019 года.
51. ↑  Spinning Top total album sales: 
  - 2019 Monthly Album Chart – May (кор.). Gaon Chart. Дата обращения: 3 августа 2019. Архивировано 3 февраля 2015 года.
  - 2019 Monthly Album Chart – June (кор.). Gaon Chart. Дата обращения: 3 августа 2019. Архивировано 11 июля 2016 года.
52. ↑  週間 CDアルバムランキング 2019年06月03日付. en:Weekly CD Album Ranking on June 3, 2019 (яп.). Oricon News. Дата обращения: 29 мая 2019. Архивировано 29 мая 2019 года.
53. ↑  GOT7 Return to Top 10 of World, Heatseekers Albums Charts With 'Spinning Top' EP (англ.). Billboard. Дата обращения: 31 мая 2019. Архивировано 24 ноября 2020 года.
54. ↑  Gaon Certification - Album (кор.). Gaon Music Chart. Дата обращения: 6 июня 2019. Архивировано 7 апреля 2022 года.
55. ↑  GOT7Official. GOT7 Japan 4th Mini Album <LOVE LOOP> Teaser Video Release Date : 2019.07.31. [твит]. Твиттер (24 июня 2019). Дата обращения: 24 июня 2019.
56. ↑  Love Loop total album sales: 
  - 週間 CDアルバムランキング 2019年08月12日付. en:Weekly CD Album Ranking on August 12, 2019 (яп.). Oricon. Дата обращения: 7 августа 2019. Архивировано 7 августа 2019 года.
  - 週間 CDアルバムランキング 2019年08月19日付. en:Weekly CD Album Ranking on August 19, 2019 (яп.). Oricon. Дата обращения: 14 августа 2019. Архивировано 14 августа 2019 года.
  - 週間　アルバムランキング 2019年08月26日付. en:Weekly CD Album Ranking on August 26, 2019 (яп.). Oricon. Дата обращения: 21 августа 2019. Архивировано 21 августа 2019 года.
57. ↑  Call My Name total album sales: 
  - 2019 Yearly Album Chart (кор.). Gaon Music Chart. Дата обращения: 20 апреля 2020. Архивировано 3 февраля 2015 года.
58. ↑  Call My Name total album sales: 
  - 週間 CDアルバムランキング 2019年11月18日付. en:Weekly CD Album Ranking on November 18, 2019 (яп.). Oricon. Дата обращения: 13 ноября 2019. Архивировано 26 октября 2021 года.
  - 週間 CDアルバムランキング 2019年11月25日付. en:Weekly CD Album Ranking on November 25, 2019 (яп.). Oricon. Дата обращения: 28 января 2020. Архивировано 21 декабря 2019 года.
  - 週間 CDアルバムランキング 2019年12月02日付. en:Weekly CD Album Ranking on December 2, 2019 (яп.). Oricon. Дата обращения: 28 января 2020. Архивировано 27 ноября 2019 года.
59. 1 2 3  GOT7 Score 10th World Albums Top 5 With 'Call My Name' (англ.). Billboard. Дата обращения: 15 ноября 2019. Архивировано 25 апреля 2020 года.
60. ↑  Gaon Certification – Album. Gaon Chart. Дата обращения: 9 января 2020. Архивировано 7 апреля 2022 года.
61. ↑    - 2020년 04월 Album Chart. en:April 2020 Album Chart (кор.). Gaon Music Chart. Дата обращения: 6 мая 2020. Архивировано 3 февраля 2015 года.
  - 2020년 05월 Album Chart. en:=May 2020 Album Chart (кор.). Gaon Music Chart. Дата обращения: 11 июня 2020. Архивировано 11 июля 2016 года.
62. ↑  DYE total album sales: 
  - 週間 アルバムランキング 2020年05月04日付. en:Weekly Album Ranking: May 4, 2020 (яп.). Oricon. Дата обращения: 29 апреля 2020. Архивировано 30 апреля 2020 года.
  - 週間 アルバムランキング 2020年05月11日付. en:Weekly Album Ranking: May 11, 2020 (яп.). Oricon. Дата обращения: 7 мая 2020. Архивировано 7 мая 2020 года.
63. 1 2  Benjamin, Jeff. GOT7 Return to Top 5 of World Albums & World Digital Song Sales Charts (англ.). Billboard (1 мая 2020). Дата обращения: 1 мая 2020. Архивировано 5 мая 2020 года.
64. ↑  Gaon Certification – Album. Gaon Chart. Дата обращения: 11 июня 2020. Архивировано 7 апреля 2022 года.
65. ↑  Gaon Digital Chart (кор.). Gaon Chart. Korea Music Content Industry Association. Дата обращения: 30 мая 2019. Архивировано 4 февраля 2015 года.
  - Girls, Girls, Girls (26 января 2014). Дата обращения: 30 мая 2019. Архивировано 18 октября 2020 года.
  - A (30 июня 2014). Дата обращения: 30 мая 2019. Архивировано 8 июня 2015 года.
  - Stop Stop It (24 ноября 2014). Дата обращения: 30 мая 2019. Архивировано 23 февраля 2015 года.
  - Just Right (20 июля 2015). Дата обращения: 30 мая 2019. Архивировано 12 марта 2016 года.
  - If You Do (5 октября 2015). Дата обращения: 30 мая 2019. Архивировано 8 октября 2015 года.
  - Fly (26 марта 2016). Дата обращения: 30 мая 2019. Архивировано 11 апреля 2016 года.
  - Home Run (18 апреля 2016). Дата обращения: 30 мая 2019. Архивировано 7 мая 2016 года.
  - Hard Carry (1 октября 2016). Дата обращения: 30 мая 2019. Архивировано 6 октября 2016 года.
  - Never Ever (20 марта 2017). Дата обращения: 30 мая 2019. Архивировано 23 марта 2017 года.
  - You Are (19 октября 2017). Дата обращения: 30 мая 2019. Архивировано 19 октября 2017 года.
  - Look, One and Only (17 марта 2018). Дата обращения: 30 мая 2019. Архивировано 22 марта 2018 года.
  - Lullaby (22 сентября 2018). Дата обращения: 30 мая 2019. Архивировано 27 сентября 2018 года.
  - Eclipse (25 мая 2019). Дата обращения: 30 мая 2019. Архивировано 15 сентября 2019 года.
66. ↑  K-pop Hot 100:
  - Girls, Girls, Girls (8 февраля 2014). Дата обращения: 30 мая 2019. Архивировано 3 июля 2015 года.
  - A (2 июля 2014). Дата обращения: 30 мая 2019. Архивировано 23 июля 2014 года.
  - You Are (24 октября 2017). Дата обращения: 30 мая 2019. Архивировано 6 декабря 2017 года.
  - Look, One and Only (27 марта 2018). Дата обращения: 30 мая 2019. Архивировано 3 апреля 2018 года.
  - Lullaby (28 сентября 2018). Дата обращения: 30 мая 2019. Архивировано 20 мая 2020 года.
67. ↑  Oricon Single Chart. Oricon Style. Oricon Inc.. Дата обращения: 30 июня 2018. Архивировано 2 мая 2019 года.
68. ↑  Japan Hot 100:
  - GOT7 – Chart History: Japan Hot 100. Billboard. Дата обращения: 30 июня 2018. Архивировано 6 июля 2019 года.
69. ↑  BillboardPH Hot 100 (англ.). Billboard Philippines. Дата обращения: 31 октября 2017. Архивировано 12 июня 2017 года.
  - You Are (30 октября 2017). Архивировано 7 ноября 2017 года.
70. ↑  World Digital Songs. Billboard. Дата обращения: 6 октября 2015. Архивировано 7 мая 2016 года.
  - Girls, Girls, Girls (8 февраля 2014). Дата обращения: 30 мая 2019. Архивировано 11 июня 2019 года.
  - A (12 июля 2014). Дата обращения: 30 мая 2019. Архивировано 29 июня 2019 года.
  - Stop Stop It (6 декабря 2014). Дата обращения: 30 мая 2019. Архивировано 9 июня 2019 года.
  - Just Right (1 августа 2015). Дата обращения: 30 мая 2019. Архивировано 26 февраля 2019 года.
  - Fly (9 апреля 2016). Дата обращения: 30 мая 2019. Архивировано 30 июня 2019 года.
  - Home Run (7 мая 2016). Дата обращения: 30 мая 2019. Архивировано 25 апреля 2019 года.
  - Hard Carry (5 октября 2016). Дата обращения: 30 мая 2019. Архивировано 2 августа 2019 года.
  - Never Ever (1 апреля 2017). Дата обращения: 30 мая 2019. Архивировано 10 июля 2019 года.
  - You Are (28 октября 2017). Дата обращения: 30 мая 2019. Архивировано 21 мая 2019 года.
  - Look (24 марта 2018). Дата обращения: 30 мая 2019. Архивировано 31 марта 2018 года.
  - Lullaby (29 сентября 2018). Дата обращения: 30 мая 2019. Архивировано 28 сентября 2018 года.
  - Miracle (15 декабря 2018). Дата обращения: 30 мая 2019. Архивировано 6 мая 2019 года.
71. ↑  Cumulative Sales for «Girls Girls Girls»:
  - Jan 19-25 2014 download chart. Дата обращения: 30 мая 2019. Архивировано 29 ноября 2020 года.
  - Jan.26-Feb.1 2014 download chart. Дата обращения: 30 мая 2019. Архивировано 29 ноября 2020 года.
  - Feb 2-8 2014 download chart. Дата обращения: 30 мая 2019. Архивировано 23 ноября 2020 года.
  - Feb 9-15 2014 download chart. Дата обращения: 30 мая 2019. Архивировано 1 апреля 2019 года.
  - Feb 16-22 2014 download chart. Дата обращения: 30 мая 2019. Архивировано 26 февраля 2019 года.
  - Feb. 23-Mar.1 2014 download chart. Дата обращения: 30 мая 2019. Архивировано 14 мая 2015 года.
  - March 2-8, 2014 download chart. Дата обращения: 30 мая 2019. Архивировано 7 октября 2016 года.
  - March 9-15, 2014 download chart. Дата обращения: 30 мая 2019. Архивировано 7 октября 2016 года.
72. ↑   (кор.) «A» download sales references; Gaon Download Chart. Gaon Music Chart. Retrieved August, 2016.
  - 2014 Gaon yearly download chart. Дата обращения: 30 мая 2019. Архивировано 16 августа 2016 года.
73. ↑  Cumulative Sales for «Stop Stop It (하지하지마)»:
  - Nov 16-22 2014 download chart. Дата обращения: 30 мая 2019. Архивировано 15 августа 2017 года.
  - Nov 23-29 2014 download chart. Дата обращения: 30 мая 2019. Архивировано 5 июля 2016 года.
  - Nov. 30-Dec.6 2014 download chart. Дата обращения: 30 мая 2019. Архивировано 11 июня 2019 года.
  - Dec 7-13 2014 download chart. Дата обращения: 30 мая 2019. Архивировано 26 февраля 2019 года.
  - Dec 14-20 2014 download chart. Дата обращения: 30 мая 2019. Архивировано 26 февраля 2019 года.
  - Dec 21-27 2014 download chart. Дата обращения: 30 мая 2019. Архивировано 26 февраля 2019 года.
  - Dec.28.14-Jan.3 2015 download chart. Дата обращения: 30 мая 2019. Архивировано 7 октября 2016 года.
  - Jan 4-10 2015 download chart. Дата обращения: 30 мая 2019. Архивировано 7 октября 2016 года.
  - Jan 11-17 2015 download chart. Дата обращения: 30 мая 2019. Архивировано 7 октября 2016 года.
74. ↑   (кор.) «Just Right» download sales references; Gaon Download Chart. Gaon Music Chart. Retrieved August, 2016.
  - Gaon 2015 yearly download chart. Дата обращения: 30 мая 2019. Архивировано 26 февраля 2019 года.
75. ↑   (кор.) «If You Do» Cumulative sales references; Gaon Download Chart. Gaon Music Chart. Retrieved August, 2016.
  - September 2015 download chart. Дата обращения: 30 мая 2019. Архивировано из оригинала 3 августа 2016 года.
  - October 2015 download chart. Дата обращения: 30 мая 2019. Архивировано 25 ноября 2016 года.
  - November 1-11, 2015 Download Chart. Дата обращения: 30 мая 2019. Архивировано 7 октября 2016 года.
76. ↑   (кор.) «Fly» download sales references: Gaon Download Chart. Gaon Music Chart. Retrieved August, 2016.
  - 2016 Half-Year Gaon Download Chart. Дата обращения: 30 мая 2019. Архивировано из оригинала 12 августа 2016 года.
77. ↑   (кор.) «Home Run» download sales references; Gaon Download Chart. Gaon Music Chart. Retrieved April 19, 2016.
  - April 2016 download chart. Дата обращения: 30 мая 2019. Архивировано 15 августа 2016 года.
78. ↑   (кор.) «Hard Carry» download sales references: Gaon Download Chart. Gaon Music Chart. Retrieved October, 2016.
  - 2016년 40주차 Download Chart (see #4). Дата обращения: 30 мая 2019. Архивировано 18 октября 2020 года.
  - 2016년 41주차 Download Chart (see #68). Дата обращения: 30 мая 2019. Архивировано 26 февраля 2019 года.
79. ↑  Cumulative Sales for «Never Ever»:
  - March 2017 download chart (see #55). Дата обращения: 30 мая 2019. Архивировано 26 февраля 2019 года.
80. ↑    - October 2017 download chart (see #93). Дата обращения: 30 мая 2019. Архивировано 26 февраля 2019 года.
81. ↑  Miracle sales in QQ Music:
  - 巅峰榜·MV (кит.). China QQ. Дата обращения: 8 декабря 2018. Архивировано 19 мая 2019 года.
82. ↑  【ビルボード】GOT7『MY SWAGGER』が61,305枚を売り上げシングル・セールス・チャート首位獲得 (яп.). Oricon. Дата обращения: 30 мая 2019. Архивировано 7 июня 2019 года.
83. ↑  ◎Billboard JAPAN Top Singles Sales （2017年5月22日～5月28日までの集計） (яп.). Дата обращения: 31 мая 2017. Архивировано 15 ноября 2017 года.
84. ↑  月間　シングルランキング 2018年06月度. en:CD single monthly ranking of  June 2018 (яп.). Oricon. Дата обращения: 11 июля 2018. Архивировано 11 июля 2018 года.
85. ↑   (кор.) Gaon Digital Chart. Gaon Music Chart.
  - 난 니가 좋아" (I Like You) (25 января 2014). Дата обращения: 30 мая 2019. Архивировано 25 января 2019 года.
  - 따라와 (Follow Me) (25 января 2014). Дата обращения: 30 мая 2019. Архивировано 25 января 2019 года.
  - Playground (25 января 2014). Дата обращения: 30 мая 2019. Архивировано 25 января 2019 года.
  - Hello (25 января 2014). Дата обращения: 30 мая 2019. Архивировано 25 января 2019 года.
  - Like Oh (25 января 2014). Дата обращения: 30 мая 2019. Архивировано 25 января 2019 года.
86. ↑  Charted songs on QQ Music:
  - I Love It, WOLO, Hunger, Phoenix (кит.). y.qq.com (5 декабря 2018). Дата обращения: 30 мая 2019. Архивировано 31 декабря 2018 года.
  - WOLO (кит.). y.qq.com (December 6–12, 2018). Дата обращения: 30 мая 2019. Архивировано 31 декабря 2018 года.
87. 1 2 3 4 5  2014년 5주차 Download Chart. en:5th week of 2014 Download Chart, page 2 (кор.). Gaon Music Chart. Дата обращения: 6 октября 2016. Архивировано 7 октября 2016 года.
88. 1 2 3 4  2014년 27주차 Download Chart. en:27th week of 2014 Download Chart, page=2 (кор.). Gaon Music Chart. Дата обращения: 6 октября 2016. Архивировано 26 февраля 2019 года.
89. ↑  2014년 27주차 Download Chart. en:27th week of 2014 Download Chart, page 3 (кор.). Gaon Music Chart. Дата обращения: 6 октября 2016. Архивировано 7 октября 2016 года.
90. 1 2 3 4 5 6 7  2014년 48주차 Download Chart. en:48th week of 2014 Download Chart, page 2 (кор.). Gaon Music Chart. Дата обращения: 6 октября 2016. Архивировано 17 октября 2020 года.
91. ↑  2014년 48주차 Download Chart. en:48th week of 2014 Download Chart, page 3 (кор.). Gaon Music Chart. Дата обращения: 6 октября 2016. Архивировано 19 октября 2020 года.
92. 1 2 3 4 5  2015년 30주차 Download Chart. en:30th week of 2015 Download Chart, page 2 (кор.). Gaon Music Chart. Дата обращения: 6 октября 2016. Архивировано 7 октября 2016 года.
93. 1 2 3 4 5  2015년 41주차 Download Chart. en:41st week of 2015 Download Chart, page2 (кор.). Gaon Music Chart. Дата обращения: 6 октября 2016. Архивировано 7 октября 2016 года.
94. ↑  2015년 11월 Download Chart. en:November 2015 Download Chart, page 2 (кор.). Gaon Music Chart. Дата обращения: 6 октября 2016. Архивировано 7 октября 2016 года.
95. ↑  2015년 49주차 Download Chart. en:49th week of 2015 Download Chart, page 3 (кор.). Gaon Music Chart. Дата обращения: 6 октября 2016. Архивировано 7 октября 2016 года.
96. ↑  2015년 49주차 Download Chart. en:49th week of 2015 Download Chart, page 4 (кор.). Gaon Music Chart. Дата обращения: 6 октября 2016. Архивировано 7 октября 2016 года.
97. 1 2 3  2016년 13주차 Download Chart. en:13th week of 2016 Download Chart, page 2 (кор.). Gaon Music Chart. Дата обращения: 6 октября 2016. Архивировано 5 июня 2019 года.
98. 1 2 3  2016년 13주차 Download Chart. en:title=13th week of 2016 Download Chart, page 3 (кор.). Gaon Music Chart. Дата обращения: 6 октября 2016. Архивировано 7 октября 2016 года.
99. 1 2 3 4 5 6 7 8 9 10 11 12  2016년 40주차 Download Chart. en:40th week of 2016 Download Chart, page 3 (кор.). Gaon Music Chart. Дата обращения: 6 октября 2016. Архивировано 9 октября 2016 года.